# Zapala (departamento)
Zapala é um departamento da Argentina, localizado na província de Neuquén.